# Minuit Machine
Minuit Machine ist ein 2013 gegründetes Duo, dessen Musik den Dark-Music-Substilen Synthiepop, Future Pop und Electro Wave zugerechnet wird.

## Geschichte

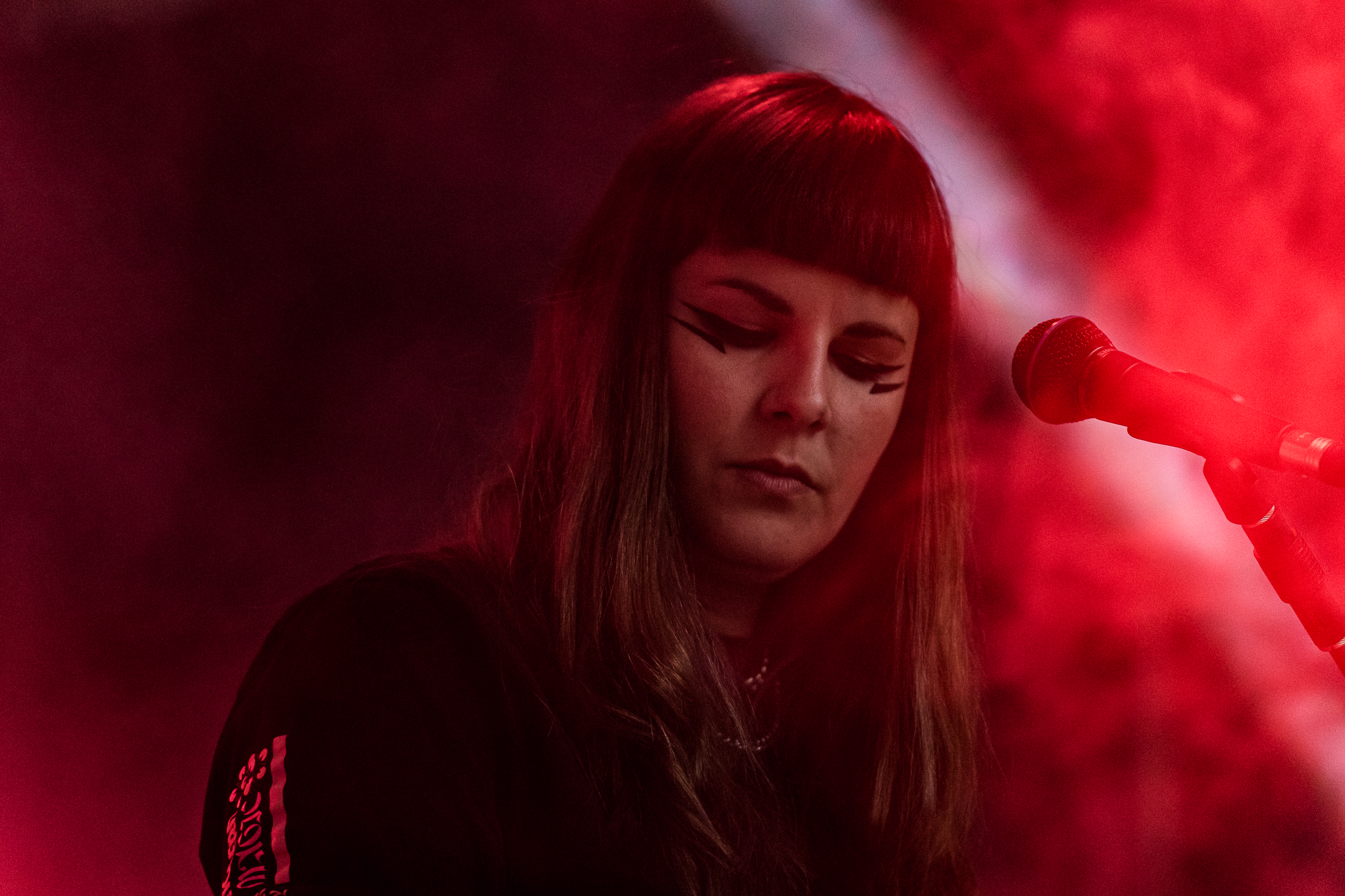
Hélène de Thoury mit Minuit Machine während der Nocturnal Culture Night im Jahr 2019

Das Duo Minuit Machine wurde 2013 in Paris von Hélène de Thoury und Amandine Stioui gegründet. Die durch ihre Beteiligung an Phosphor bekannte de Thoury übernahm überwiegend die Instrumentierung, während sich Stioui für Texte und Gesang verantwortlich zeichnete.
Nachdem de Thoury im März 2013 von London nach Paris gezogen war, fand sie neben ihrer Beteiligung an Phosphor noch ausreichend Freiraum, um in Paris ein weiteres Musikprojekt zu gründen. Im Juni 2013 beschloss sie, dieses Projekt zu forcieren, womit Minuit Machine entstand. Da sie in Paris niemanden kannte, mit dem ihr eine Zusammenarbeit möglich erschien, gab sie eine Online-Anzeige ohne konkrete Vorgaben auf.

„Ich hatte nichts Bestimmtes im Sinn. Männlich oder weiblich, das war egal, ich wollte einfach nur von einer Stimme berührt werden. Und ich hatte großes Glück, dass Amandine geantwortet hat! Als sie mir ihre Probesongs zu ‘Agoraphobia’ schickte, habe ich geweint, denn es war die perfekte Übereinstimmung. Ich konnte es nicht glauben, alles wurde real.“

Stioui, die sich zuvor im Alternative Rock engagiert hatte, suchte ebenfalls nach neuen Ausdrucksmöglichkeiten und fand im Demo von de Thoury eine ihr bis dahin unbekannte Musikrichtung, die ihr gefiel. Das so entstandene Duo wurde nach kurzer Zeit als „eines der heißesten Themen“ der Schwarzen Szene gehandelt. Mit der selbstveröffentlichten EP Blue Moon und dem über Desire Records veröffentlichten Debüt Live & Destroyed gelang es Minuit Machine, Clubhits zu etablieren und eine erfolgreiche Europatournee zu absolvieren. Auftritte in Deutschland, Polen, Spanien, Italien und Frankreich entsprachen dabei dem Selbstverständnis des Duos als mehr europäische denn als französische Band.
Im Jahr 2016, nach dem zweiten Studioalbum Violent Rains, lösten die Musikerinnen ihr gemeinsames Projekt vorübergehend auf. Im offiziellen Statement zur Auflösung gab das Duo an, „andere Wege“ gehen zu wollen. De Thoury hatte in der Zwischenzeit durch ihr 2014 gegründetes Solo-Projekt Hante. autarke Popularität erlangt. Im Anschluss an ihre Reunion 2019 erläuterten die Musikerinnen die Auflösung ergänzend als Reaktion auf eine zunehmende Anspannung ihrer beruflichen Beziehung, die sie ohne den Abstand voneinander nicht verbessern konnten. Es sei „die beste Entscheidung“ gewesen, die das Duo getroffen habe, um zu einem vertrauensvollen beruflichen und privaten Verhältnis zu gelangen, erläuterte Stioui. De Thoury ergänzte, das die Auflösung offensichtlich „die einzige Lösung“ für die Probleme gewesen sei.

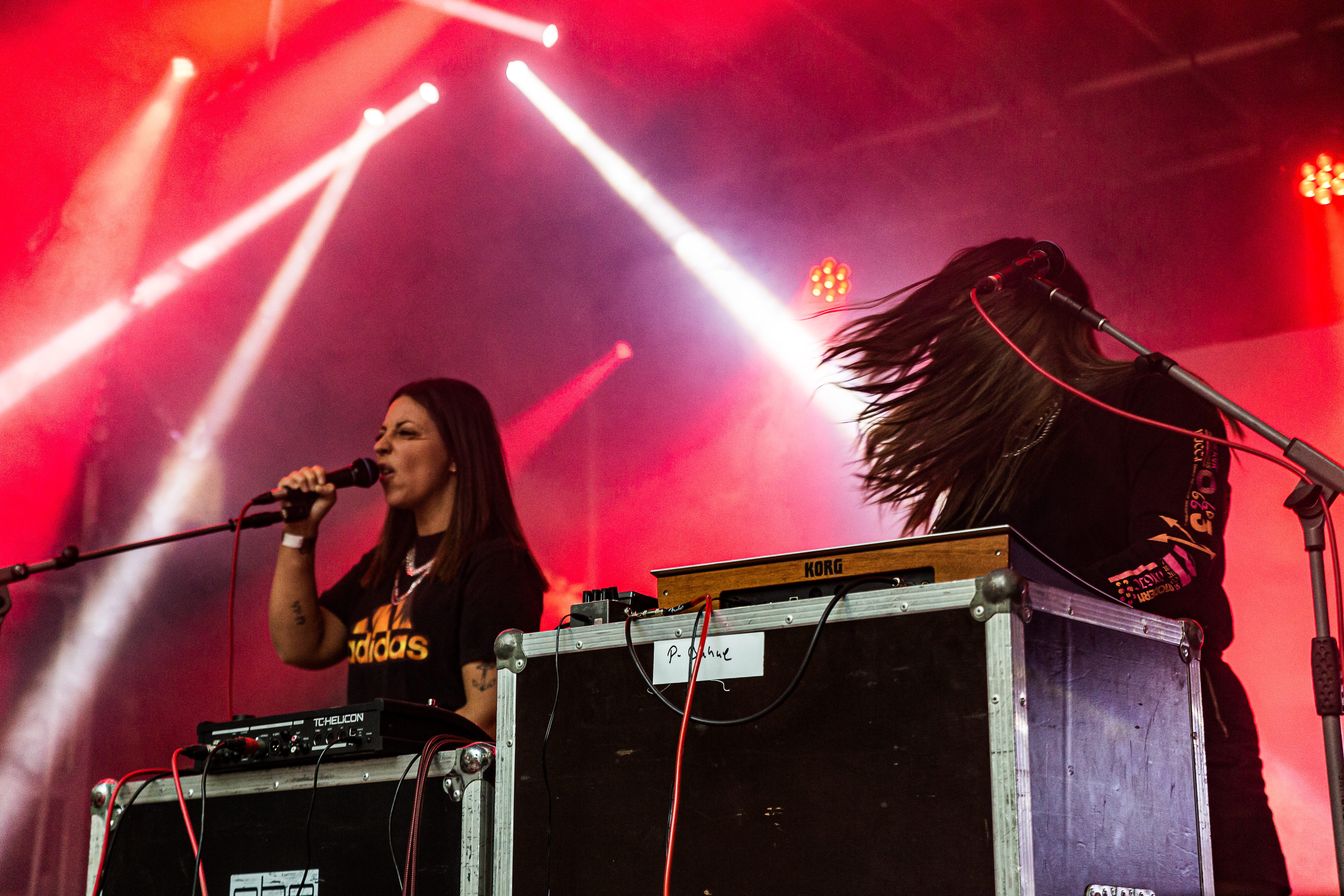
Minuit Machine während der Nocturnal Culture Night im Jahr 2019

Mit dem 2019 über Synth Religion veröffentlichten Album Infrarouge gab das Duo die Reunion bekannt. In der Zwischenzeit hatte de Thoury das Label initiiert, um das Debüt ihres Projektes Hante. zu veröffentlichen und durch diese wie weitere Veröffentlichungen von Künstlern wie Ash Code, Box and the Twins und Fragrance zum populären Independent-Label der Schwarzen Szene ausgebaut. Zugleich stieg das Interesse an Electro Wave und Synthiepop in Frankreich durch den Erfolg von Lebanon Hanover und Boy Harsher merklich an, was der Popularität von Minuit Machine und Snyth Religion zuträglich war.
Auf Infrarouge folgten diverse Tournee- und Festival-Auftritte, welche die Gesundheit von de Thoury belasteten. Während die Band mit der EP Don’t Run from the Fire aus dem Jahr 2020 weitere Club-Hits setzte, verschlimmerten die Auftritte durch die Lautstärke und Schlafmangel einen konstanten Tinnitus. Entsprechend gab de Thoury nach der Veröffentlichung des vierten Studioalbums 24 bekannt, Stioui noch zu unterstützen, aber fortan keine weiteren Auftritte oder Tourneen als Hante. oder mit Minuit Machine zu absolvieren.

## Stil
Das Duo entwickelte sich im Spektrum elektronischer Tanzmusik vom anfänglichen minimalistischen Electro Wave hin zu einer Variante des Future Pop, einer „Kombination aus Dark Wave, Techno und Electropop“. Dem Cold Wave entlehnte melodiöse Synthesizer-Arrangements und ein schlichter Drumcomputer gestalten einen „synthetischen Dark Wave“, den der elegisch ätherische und „leicht monotone“ Gesang auf frühen Veröffentlichungen zu einem modernisierten Electro Wave ergänzt.
Mit den EPs Don’t Run From The Fire, Basic Needs und der Remix-EP zu Don’t Run From The Fire griff das Duo zunehmend Techno-Beats und -Strukturen auf. Stand das Duo zuvor „für hochgradig melodiösen Cold Wave, zeigt Don’t Run From The Fire die beiden Pariserinnen von einer ganz anderen Seite: Harte Beats, massive Drums und eine brutale Produktion“ kennzeichnen den so zu einem technoiden Klang veränderten Stil, den das Duo als „gesangsbasierten Dark-Wave-Techno“ bezeichnet.

## Diskografie
Studioalben
- 2014: Live & Destroy (Desire Records)
- 2015: Violent Rains (No Emb Blanc)
- 2019: Infrarouge (Synth Religion)
- 2022: 24 (Synth Religion)
- 2025: Queendom (Synth Religion)

Singles und EPs
- 2013: Blue Moon (Download-EP, Selbstverlag)
- 2020: Don’t Run from the Fire (EP, Synth Religion)
- 2021: Basic Needs (EP, WARRIORECORDS)
- 2022: Lion in a Cage (Download-Single, Synth Religion)

Sonstige Veröffentlichungen
- 2020: Split-CD. (Split-Kompilation mit Hante., Wave Records)
- 2021: Sainte Rave (Live-Album, Synth Religion)
- 2022: Don’t Run from the Fire - Remix Edition (Remix-EP, Synth Religion)